# Lisandro Magallán
Lisandro Magallán (La Plata, 1993. szeptember 27. –) argentin korosztályos válogatott labdarúgó, az Vélez Sarsfield játékosa.

## Pályafutása

### Klubcsapatokban
2010. augusztus 16-án debütált a Gimnasia La Plata csapatában a Club Olimpo ellen. 2012. július 26-án aláírt a Boca Juniors csapatához. 2013. március 11-én lépett először pályára az Atlético de Rafaela ellen. 2014. október 5-én a River Plate ellen első gólját is megszerezte. Kölcsönben a Rosario Central és a Defensa Justicia csapatában is megfordult. 2019. január 2-án aláírt a holland Ajax Amsterdam csapatához, amely az élvonaéban szerepel. Négy és fél évre szóló megállapodást kötöttek és 9 millió euróért igazolták le. 2019. szeptember 2-án a spanyol Deportivo Alavés klubja vette kölcsönbe. Október 20-án a Celta Vigo ellen megszerezte első bajnoki gólját. 2020. szeptemberében egy szezonra az olasz Crotone csapatába került kölcsönbe. 2021 augusztusában egy évre a belga Anderlecht vette kölcsön. 2023. január 5-én a az Elche csapatába igazolt. 2023. július 1-jén a mexikói UNAM szerződtette. 2025. június 18-án jelentették be, hogy 2027. december 31-ig szóló szerződést írt alá a Vélez Sarsfield csapatával.

### A válogatottban
Részt vett a 2013-as Dél-amerikai U20-as labdarúgó-bajnokságon és a 2016. évi nyári olimpiai játékokon az argentin U23-as válogatott tagjaként.

## Sikerei, díjai
- Boca Juniors
  - Argentin bajnok: 2015, 2016–17, 2017–18
  - Copa Libertadores-döntő: 2018

- Ajax
  - Holland bajnok: 2018–19
  - Holland kupa: 2018–19
  - Holland szuperkupa: 2019